# ایهور ورونکوف
ایهور ورونکوف (اوکراینی: Ігор Сергійович Воронков؛ زادهٔ ۲۴ آوریل ۱۹۸۱) بازیکن فوتبال اهل اوکراین است.
از باشگاه‌هایی که در آن بازی کرده‌است می‌توان به باشگاه فوتبال مینسک، باشگاه فوتبال تورپیدو-بلاز ژودزینا، باشگاه فوتبال بلشیتا بابرویسک، باشگاه فوتبال دینامو مینسک، و باشگاه فوتبال گومل اشاره کرد.